# Dascilio
Dascilio era una ciudad de la región de Frigia Helespóntica situada en la orilla sur del lago Manyas, en la actual provincia de Balikesir (Turquía). Existente ya durante la época de dominio lidio (siglo VII a. C.), fue la capital de una satrapía del Asia Menor noroccidental aludida alternativamente con el nombre de la región como con el de su capital. El principal montículo arqueológico de Dascilio se conoce con el nombre de Hisartepe.

## Situación

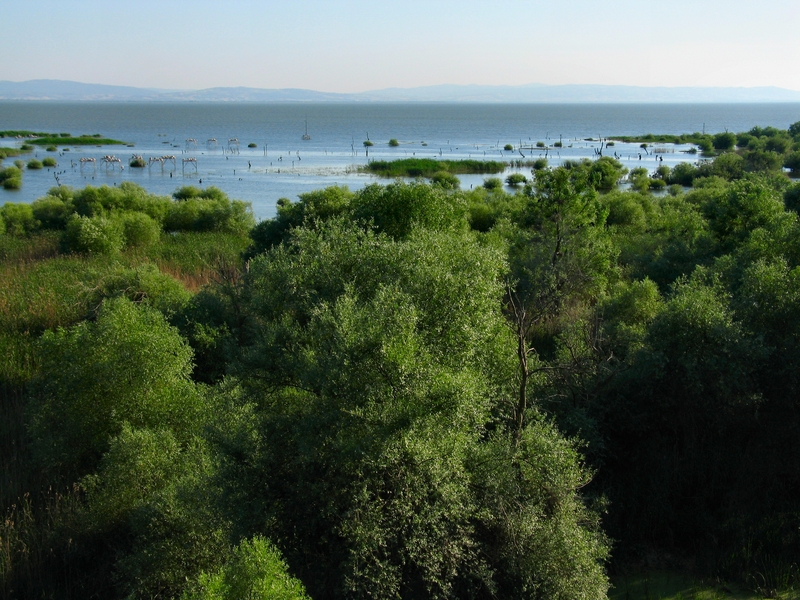
El lago Manyas o Dascilitis, a cuyas orillas se situaba Dascilio.

Un número de poblaciones de la región recibían el nombre de Dascilio; Esteban de Bizancio menciona cuatro de ellas. Algunas tradiciones antiguas vinculaban este topónimo con el lidio Dascilo, padre de Giges, el fundador de la dinastía mermnada de Lidia. Con anterioridad a las excavaciones arqueológicas en Hisartepe durante el siglo XX, las aparentemente contradictorias informaciones de los autores clásicos solían representar un problema para los estudiosos. Ocasionamente se identificaba al Dascilio de los sátrapas helespónticos con el sitio de Eşkel Limani (significativamente, también conocido con Daskeli por los griegos modernos), situado en la costa del mar de Mármara a unos 12 kilómetros al este de la desembocadura del río Ríndaco (actual Nilüfer). Este sería, sin embargo, más bien identificable con otra de las ciudades antiguas del mismo nombre.
Estrabón afirma que «a orillas del Dascilitis está la ciudad de Dascilio», y que próximos al lago Dascilitis estaban los lagos Apoloniatis y Miletopolitis. Hecateo, según información de Estrabón, dice que el río Odrises fluía al oeste del lago Dascilitis, por las llanuras de Migdonia, hasta el río Ríndaco, con lo cual Dascilio estaría al oeste de este último río. Puesto que la ciudad de Dascilio ha sido identificada con Hisartepe (montículo cercano a la ciudad de Ergili), y este se encuentra a orillas del Manyas Gölü, parece seguro que este lago es el antiguo Dascilitis. Estrabón añade que los doliones habitaban en la zona de Cícico, desde el río Esepo hasta el Ríndaco y el lago Dascilitis, y que los lagos Miletopolitis y Apoloniatis pertenecían en su época a Cícico, pero que el Dascilitis, pertenecía parte a Dascilio y parte a Bizancio.

## Historia
Dascilio conoció un importante crecimiento bajo dominio persa, a partir del 546 a. C., puesto que fue la capital de diversos sátrapas de la Frigia helespóntica, tales como Farnabazo o Arsites. 
La ciudad fue tomada  por los macedonios comandados por Parmenio en el 334 a. C. Su importancia disminuyó mucho durante los periodo helenístico y romano.

### Dominio persa
La región fue parte del reino de Lidia y fue incorporada al Imperio persa en el 546 a. C. Heródoto menciona al sátrapa Mitrobates (c. 525 a. C., asesinado por Oretes, sátrapa de Sardes hacia el 520 a. C.
Bajo Darío I (521-486 a. C.) y Jerjes I (486-465 a. C.), la dinastía de Megabazo, a la que pertenecían Ebares y Megabates, dominó la satrapía. Megabazo dirigió las fuerzas persas a Tracia y Macedonia, después del 514 a. C., sometiéndolas.
Durante la campaña de Jerjes en Grecia, Megabazo fue uno de los jefes de la flota y estuvo acompañado por su hijo Bubares, quien se casó con una princesa macedonia (483 a. C.). Otro hijo, Ebares, fue sátrapa de Dascilio (o Frigia Helespóntica) después del 490 a. C.; un tercer hijo Megabates fue comandante de la flota persa que desembarcó en la isla de Naxos en el 499 a. C., y fue sátrapa de Dascilio hacia el 479 a. C. 
Pocos años después, apareció como sátrapa Artabazo I, hijo de Farnaces I, quien era primo de Darío I, y que inició la dinastía farnácida. Artabazo fue comandante de los partos y corasmios en la campaña del 480-479 a. C. y llegó hasta el Helesponto en el 470 a. C. En el 460 a. C., dirigió las tropas persas contra los rebeldes egipcios y chipriotas y seguramente le sucedió en el gobierno de la satrapía su hijo Farnabazo hacia el 455 a. C. 
Hacia el 430 a. C., era sátrapa Farnaces II, hijo de Farnabazo. Otro Farnabazo fue sátrapa hacia el 413 a. C. y hasta el 388 o 387 a. C. Con el permiso del rey de Persia reunió una flota, que dirigió él mismo y derrotó a los espartanos, imponiendo así la llamada «Paz del Rey» (387 a. C.).
Poco antes de dejar la satrapía (c. 387 a. C.) se casó con Apame, hija de Artajerjes II. Se produjo entonces una revuelta interna dirigida por un oficial secundario de nombre Espitriades.
Dejó el gobierno a su hijo Ariobarzanes (hacia el 388 o 387 a. C.). Ariobarzanes extendió el territorio de la satrapía e intentó intervenir en los asuntos griegos, entrando en conflicto con Autofradates de Sardes. Se rebeló contra Artajerjes, y éste nombró sátrapa a su nieto Artabazo II, hermanastro de Ariobarzanes, el cual, traicionado por su hijo Mehrdad o Mitradates, fue enviado a Susa y ejecutado.
Hacia el 363 a. C. o 362 a. C., Artabazo, hijo de Farnabazo II y Apame, llegó al gobierno de la satrapía y poco antes del 351 a. C. aún era sátrapa de Dascilio. Sus hermanastros Oxythras y Dibictus, vivían en la satrapía. Un tío de Farnabazo II, de nombre Susamitres, y el hermano de este, Bageos, consta que participaron en una campaña militar. Artabazo se casó con una mujer rodia, cuyos hermanos, Mentor y Memnón fueron importantes aliados suyos. Hacia el 353 a. C., Artabazo y sus cuñados, rebelados contra el Gran Rey, tuvieron que refugiarse en Macedonia y la satrapía pasó a Arsites, quien se ha supuesto que fue uno de los hijos de Ariobarzanes, y que la gobernó hasta el 334 a. C.
Mentor fue perdonado después del 350 a. C. y llegó a ser un alto dignatario en Dascilio. Dirigió las fuerzas que controlaron la Anatolia Oriental. Sus tierras y cargos pasaron, después de su muerte, a su hermano Memnón en el 340 a. C. Poco antes, en el 343 a. C. la familia de Artabazo fue rehabilitada y pudo regresar a Persia, incluyéndole a él, y se estableció al oriente del Imperio y fue leal a Darío III de Persia. 
En el 338 a. C., Arsites ayudó a la ciudad de Perinto contra Macedonia, luchó en la Batalla de Gránico (334 a. C.), y tras la derrota sufrida se suicidó. 
En esta batalla participó también Memnón, dirigiendo el contraataque persa. Al morir súbitamente en el 333 a. C., el mando fue transferido a sus nietos Farnabazo y Timondes. El primero fue capturado en la isla de Cos, pero logró escaparse. En el 332 a. C., se puso al servicio de los macedonios y fue comandante de la caballería que dirigió, su cuñado, Eumenes de Cardia. 
Timondes murió en Egipto en el 333 a. C.

### Dominio griego
Alejandro Magno, después de la batalla de Gránico, envió al general Parmenio a ocupar Dascilio, lo que logró sin gran dificultad.
Una rama menor de los Farnácidas gobernó el Ponto desde el 302 a. C.
Artabazo II, junto con sus hijos, tuvo que rendir sus tropas a Alejandro en Hircania, en el 330 a. C. En el 329 a. C., Alejandro le nombró sátrapa de Bactriana, donde ejerció el gobierno hasta finales del 327 a. C., en que se retiró por su avanzada edad.
El primer sátrapa griego fue Calas, que luchó contra los bitinios. En el 323 a. C., le sucedió Demarco y un año después, Leonato.
Dascilio cayó más tarde en manos de Eumenes y en el 321 a. C., Arrideo estuvo al frente de la satrapía, al que sucedió Ptolomeo I Sóter en el 318 a. C. En el 313 a. C., Fénix gobernó Dascilio. En el 309 a. C., pasó a manos de Antígono I Monoftalmos, quien se proclamó rey de Sardes en el 305 a. C.
Derrotado y muerto por Seleuco I Nicátor, casi toda el Asia Menor pasó al Imperio seléucida y, desde entonces, los sátrapas se convirtieron en simples magistrados sin poder alguno. Al cabo de 25 años, pasó a depender del Reino de Pérgamo, junto con el cual fue sometida por Roma en el 133 a. C. 
Hay constancia de que Dascilio existió hasta el siglo V y de que fue sede de un obispado.

## Excavaciones
Las primeras excavaciones arqueológicas en Daskyleion, identificado como un yacimiento en Hisartepe por el arqueólogo Kurt Bittel en 1952, fueron iniciadas un año después por Ekrem Akurgal (1911-2002), arqueólogo turco de primera generación de la época republicana, y continuaron hasta 1959. Nuevas excavaciones se realizaron en 1988-1992. 
Se han hallado numerosos objetos de arte aqueménida y algunos del anterior periodo frigio. También se han encontrado muchos objetos romanos y bizantinos. El yacimiento arqueológico está situado en una reserva natural a 2 km de la ciudad de Ergili, en un lugar llamado Hisartepe, a 30 km de Bandirma, al suroeste del lago Manyas Gölü. 
Esta área corresponde exactamente con las tierras de los sátrapas.

## La satrapía
La satrapía comprendía Bitinia, Misia y territorios del noroeste de Anatolia. 
A raíz de los hallazgos se ha reconstruido la estructura administrativa: al frente estaba el sátrapa, que era miembro de la dinastía aqueménida y residía en el territorio de Dascilio. A su servicio disponía de un grupo de oficiales (persas, griegos e indígenas), jefes tribales y gobernadores de ciudades; en algunas zonas el sátrapa tenía oficiales delegados. La explotación maderera estaba bajo el control del sátrapa. En la satrapía había oro, pero no se emitía moneda. La tierra de Dascilio producía lo suficiente como para mantener una corte lujosa. En la ciudad se hallaban el palacio del sátrapa, fortificaciones, barrios, establos y algunas construcciones para huéspedes.